# Machadodorp
Machadodorp, även känd som eNtokozweni, är en ort med 8 835 invånare (2011) i provinsen Mpumalanga i Sydafrika. 

## Historia
Under några månader 1905 var Machadodorp huvudstad i Zuid-Afrikaansche Republiek, vars president Paul Kruger huserade i en tågvagn på stationen i Machadodorp. Den 11 september 1900, när republiken hade förlorat kriget mot britterna, lämnade Kruger Machadodorp i tåg mot Moçambique.
I Machadodorps omgivningar finns omfattande områden med huslämningar, stenmurar och terrasserade åkrar från Bakonifolket som där bedrev ett intensivt jordbruk innan deras område Bokoni underkastades grannkungadömet Pedi under 1800-talets början.